# 죽음의 항해 (영화)
《죽음의 항해》(영어: Dead Calm)는 1989년 오스트레일리아의 심리 스릴러 영화이다. 필립 노이스가 연출하고, 테리 헤이스가 각본을 쓰고, 샘 닐, 니콜 키드먼, 빌리 제인 등이 출연하였다. 찰스 윌리엄스의 동명 소설이 원작이며, 오슨 웰스도 같은 소설을 원작으로 “The Deep”이라는 가제 하에 몇 년 동안 제작을 진행했으나 완성하지 못하였다.

## 줄거리
레이(니콜 키드먼 분)는 교통 사고로 뒷좌석에 타고 있던 아이를 잃은 뒤 괴로워한다. 남편인 해군 존(샘 닐 분)은 부부의 마음을 치유하기 위해 단 둘이 요트를 타고 태평양을 항해하자고 제안한다. 바다로 나간 부부는 표류 중인 스쿠너를 발견하고, 한 사내(빌리 제인 분)가 자신을 제외한 사람들은 식중독으로 모두 죽었다며 도움을 요청한다.
그러나 존은 스쿠너에서 이 휴이라는 남자가 폐소 공포증으로 같은 선실에 타고 있던 동행인들을 모조리 살해한 증거가 남겨진 촬영 영상과 시체들을 발견한다. 그 사이 휴이는 요트에 남아 있던 레이를 때려 기절시킨 뒤 부부의 요트를 몰고 가 버린다.

## 출연진
- 니콜 키드먼 - 레이 잉그럼 역
- 샘 닐 - 존 잉그럼 대령 역
- 빌리 제인 - 휴이 워리너 역
- 로드 멀리나 - 러셀 벨로스 역
- 벤지 - 개 역

## 같이 보기
- 오스트레일리아 영화